# Svante Pääbo
Svante Pääbo (født 20. april 1955) er en svensk biolog med speciale i evolutionær genetik. Siden 1997 har han været direktør for Institut for Evolutionær Genetik ved Max Planck Instituttet for Evolutionær Antropologi i Leipzig. Fra 2003 til 2015 var han gæsteprofessor ved Uppsala Universitet.
Svante Pääbo blev tildelt Nobelprisen i fysiologi eller medicin i 2022 for sine "opdagelser vedrørende uddøde homininers arvemasse og menneskets evolution".

## Forskning
For med succes at studere mange tusind år gammelt DNA, nedbrudt af elementerne og desuden forurenet med DNA fra mikroorganismer og moderne mennesker, måtte Pääbo først udvikle nye analysemåder. Disse teknikker satte dernæst gang i sekventeringen af neandertalergenomet, offentliggjort i 2012, og denne genetiske analyse førte til opdagelsen af, at neandertalere og Homo sapiens havde blandet sig, og at 1-4 % af genomet hos moderne mennesker af europæisk eller Asiatisk afstamning kan spores tilbage til neandertalerne.
Pääbos teknikker blev også brugt til at identificere oprindelsen af en 40.000 år gammel fingerknogle fundet i Denisovahulen i 2008. DNA isoleret fra knoglen indikerede, at den hverken var fra neandertalere eller Homo sapiens, men kom fra et individ tilhørende en hidtil ukendt gruppe af hominider. Gruppen blev kaldt Denisova-mennesker eller denisovanere efter hulen, hvor knoglen blev fundet. Moderne mennesker, der dengang boede i Asien, må have blandet sig med denne gruppe, da Denisovaner-DNA kan findes i genomerne af milliarder af mennesker, der lever i dag.
I løbet af de tidlige år i 1980'erne og 1990'erne med forskning af oldgammelt DNA, var der mange bekymringer over forurening af prøverne med DNA fra moderne mennesker eller fra miljøet, men takket være metoder udviklet i Pääbos laboratorium, samt fremkomsten af nye sekventeringsteknologier, er forurening ikke længere det store problem, den var engang.

## Sundhedsmæssige konsekvenser
Pääbos arbejde med at lokke DNA fra neandertalere, denisovanere og andre homininer har også vigtige implikationer for moderne medicin. Selvom andelen af det menneskelige genom, der stammer fra arkaisk DNA, er lille, giver det et vigtigt bidrag til risikoen for sygdomme lige fra skizofreni til svær COVID-19. Ligeledes kan folk, der bor på det tibetanske plateau, takke denisovanere for genvarianter, der er forbundet med tilpasning til livet i stor højde.[kilde mangler]
Med komplette genomer fra flere neandertalere og denisovanere til rådighed, er det nu muligt at identificere unikke menneskelige gener, og forskere har da også identificeret en unik genvariant hos moderne mennesker - men ikke hos neandertalere eller denisovaner - som er forbundet med større neuronal vækst i laboratoriedyrkede hjerneorganoider, hvilket kunne være et af de gener, der gør mennesker til mennesker.